# Kumalasa
Kumalasa is een bestuurslaag in het regentschap Gresik van de provincie Oost-Java, Indonesië. Kumalasa telt 2603 inwoners (volkstelling 2010).